# هيلموت جراف
هيلموت جراف (8 فبراير 1963 في النمسا - ) هو لاعب كرة قدم نمساوي في مركز الدفاع.

## وصلات خارجية
- هيلموت جراف على موقع قاعدة بيانات كرة القدم.إي يو (الإنجليزية)
- هيلموت جراف على موقع عالم كرة القدم.نت (الإنجليزية)